# Caucasjakohoen
De caucasjakohoen (Penelope perspicax) is een vogel uit de familie sjakohoenders en hokko's (Cracidae). Het is een bedreigde, endemische vogelsoort in Colombia. De wetenschappelijke naam van de soort is voor het eerst geldig gepubliceerd in 1911 door de Amerikaanse zoöloog  Outram Bangs.

## Kenmerken
De vogel is 76 cm lang. Het is een middelgrote sjakohoen met een helderrood keellelletje, verder is dit hoen overwegend bruin. Op de borst en nek hebben de bruine veren witte randen waardoor een schubbenpatroon ontstaat, meer naar achteren zijn de veren met kasanjebruin, ook de staartveren.

## Voorkomen
De soort is endemisch in de westelijke uitlopers van de Andes in de Colombiaanse departementen Risaralda, Quindio, Valle del Cauca en Cauca. Uit 95% van het oorspronkelijke verspreidingsgebied is de vogel verdwenen. De vogel komt nu nog vooral voor in bosreservaten waarin resten vochtig, natuurlijk bos op berghellingen tussen de 900 en 1600 m boven de zeespiegel behouden kunnen blijven.

## Status
De caucasjakohoen heeft een versnipperd verspreidingsgebied en daardoor is de kans op uitsterven aanwezig. De grootte van de populatie werd in 2016 door BirdLife International geschat op 350 tot 1500 indindividuen en de populatie-aantallen nemen af door habitatverlies. Het leefgebied wordt aangetast door ontbossing en de vogel wordt nog steeds bejaagd. Om deze redenen staat deze soort als kwetsbaar op de Rode Lijst van de IUCN.